# ستانلي هان
ستانلي هان (9 يونيو 1945 في المملكة المتحدة - 28 يناير 1991 في المملكة المتحدة) (بالإنجليزية: Stanley Hahn)‏ هو لاعب كريكت بريطاني. لعب مع Oxfordshire County Cricket Club ‏.

## وصلات خارجية
- ستانلي هان على موقع إي آس بي آن كريك إنفو (الإنجليزية)